# Esglésies barroques de les Filipines
Les esglésies barroques de les Filipines és el terme usat per designar un conjunt d'esglésies designades com a Patrimoni de la Humanitat per la UNESCO des del 1993.
El seu estil arquitectònic únic és una reinterpretació de l'arquitectura barroca europea pels xinesos i els artesans filipins.
El lloc comprèn quatre esglésies espanyoles construïdes al segle xvi:

## Esglésies
| Codi    | Nom                                       | Ubicació                | Coordenades                                            |
| ------- | ----------------------------------------- | ----------------------- | ------------------------------------------------------ |
| 677-001 | Església de San Agustín de Manila         | Manila, Metro Manila    | 14° 35′ 24″ N, 120° 58′ 12″ E / 14.59000°N,120.97000°E |
| 677-002 | Església de Nuestra Señora de la Asunción | Santa María, Ilocos Sur | 17° 21′ 45″ N, 120° 32′ 15″ E / 17.36250°N,120.53750°E |
| 677-003 | Església de San Agustín de Paoay          | Paoay, Ilocos Norte     | 18° 03′ 45″ N, 120° 31′ 14″ E / 18.06250°N,120.52056°E |
| 677-004 | Iglesia de Santo Tomás de Villanueva      | Ming-ao, Iloílo         | 10° 38′ 45″ N, 122° 14′ 10″ E / 10.64583°N,122.23611°E |